# جوشکاری قوسی با مفتول تو پودری

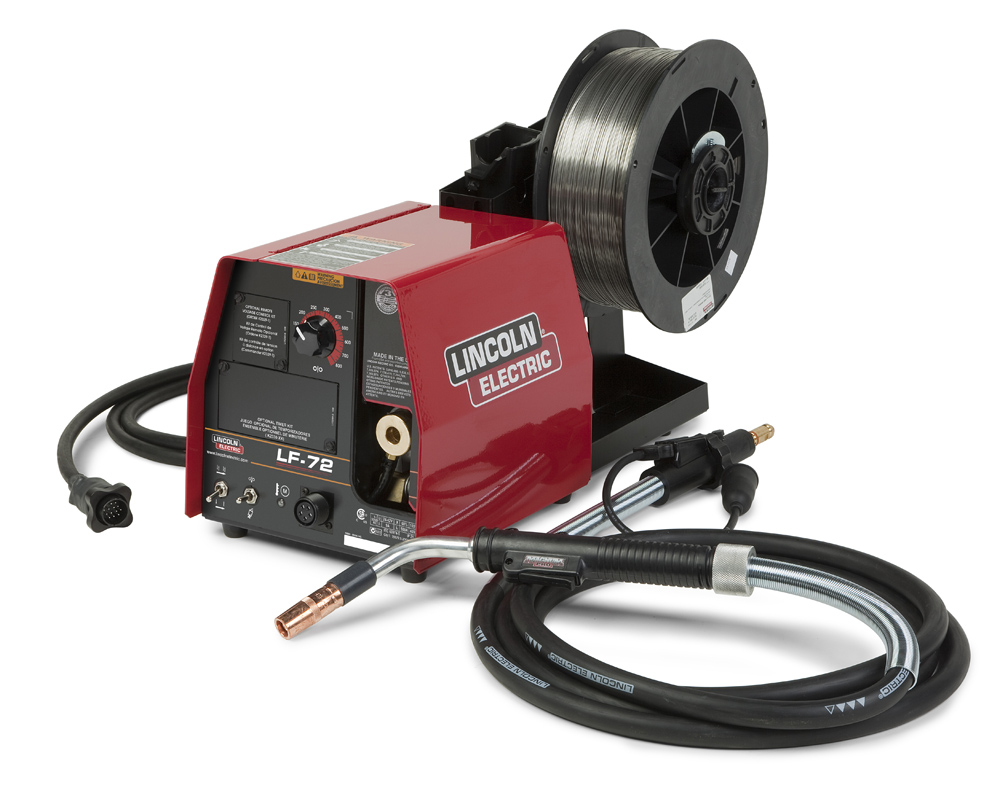
دستگاه جوشکاری قوسی با مفتول تو پودری

در جوشکاری قوس الکتریکی با سیم تو پودری مصرفی (به انگلیسی: Flux-cored arc welding, FCAW) یا به‌طور خلاصه FCA یک قوس بین الکترود لوله‌ای هسته گدازآور پیوسته و استخر جوش برقرار می‌شود. در داخل غلاف فلزی الکترود یک ترکیب از مصالح است که جریان گدازآور و پودر فلزات است. مواد سیال در داخل الکترود شاید همان عملی را انجام می‌دهد که الکترود SMAW در بیرون انجام می‌دهد و نهایتاً یک سرباره زیادی را روی جوش ایجاد می‌نماید.
FCAW ممکن است اتوماتیک یا نیمه اتوماتیک اجرا شود، اگرچه بیشتر FCAW به صورت نیمه اتوماتیک انجام می‌شود. در جوشکاری نیمه‌اتوماتیک جوشکار تفنگ جوش در دست داشته و سرعت جوشکاری را کنترل می‌نماید، در حالی که در جوشکاری اتوماتیک، این عملیات توسط ماشین کنترل می‌شود. با SMAW، فرایند جوشکاری دستی، جوشکار باید طول قوس (فاصله بین الکترود و قطعه کار) را حفظ نماید، در حالیکه الکترود را در داخل حوضچه ذوب فروکرده و در امتداد اتصال پیش می‌راند. در جوشکاری اتوماتیک و نیمه‌اتوماتیک، نیازی نیست که اپراتور الکترود را در حوضچه ذوب خورانده یا فاصله طول قوس را رعایت کند. پودر طول قوس را حفظ می‌نماید، و سیم الکترود را به قوس می‌رساند. در جوشکاری اتوماتیک، مکانیزم الکترود را در طول اتصال به پیش می‌راند.

## تاریخچه
هر دو مدل جوشکاری FCAW در سال ۱۹۵۰ توسعه داده شد و در سال ۱۹۶۰ وارد بازار گردید.
FCAW اولین بار در اوایل دهه 1950 به عنوان جایگزینی برای جوشکاری قوس فلزی محافظ (SMAW) توسعه یافت. مزیت FCAW نسبت به SMAW این است که استفاده از الکترودهای استیک مورد استفاده در SMAW غیرضروری است. این به FCAW کمک کرد تا از بسیاری از محدودیت های مرتبط با SMAW عبور کند.
این روش یکی از فرآیندهای جوشکاری لیست شده مورد تائید در AWS D1.1 است. هچنین WPS مورد استفاده در این فرآیند از پیش تائید شده هستند.

## انواع جوشکاری FCAW

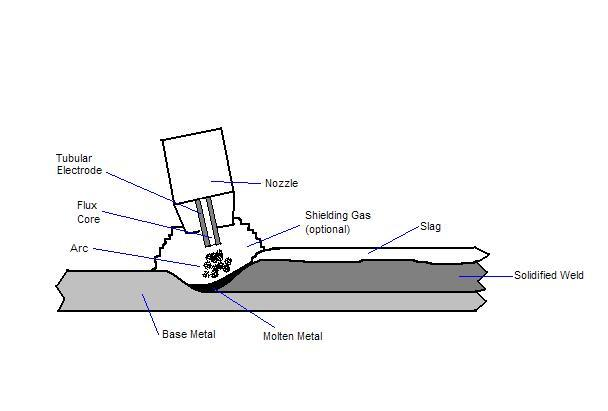
فرایند FCAW-G

### زیرپودری با حفاظ گاز (FCAW-G (Gas-Shielded
این فرایند به اندازه مناسبی اپراتور پسند است و در مواقعی استفاده می‌شود که گاز حفاظ در حالت بدون مشکلات جوی قرار گرفته و بی مشکل باشد.
نمی توان از آن در محیطی که باد می‌وزد استفاده کرد زیرا از دست دادن گاز محافظ جریان هوا باعث ایجاد تخلخل در جوش می شود.
این نوع جوشکاری FCAW در درجه اول برای جوشکاری فولادهای سازه ای تولید شده است.
از آنجا که هم از الکترود شار هسته ای و هم از گاز محافظ خارجی استفاده می شود ، می توان گفت ترکیبی از  جوشکاری قوسی با گاز محافظ  (GMAW) و جوشکاری قوس هسته شار (FCAW) است.
بیشترین گازهای محافظ  استفاده شده ، مخلوط دی اکسید کربن مستقیم یا دی اکسید کربن آرگون است.
متداول ترین ترکیب مورد استفاده 75% گاز آرگون (Ar) و 25% گاز کربن دی اکسید (CO2) است.
این سبک خاص FCAW برای جوشکاری فلزات ضخیم و خارج از موقعیت ترجیح داده می شود.
سرباره ایجاد شده توسط شار نیز به راحتی پاک می شود.

### زیرپودری خود حفاظ (FCAW-S (Self-Shielded
در دستگاه جوش الکترودهای زیرپودری خود حفاظ به گاز حفاظ خارجی نیاز ندارند. تمام سیستم حفاظ در نتیجه مواد جریان موجود در هسته الکترود لوله‌ای است.
این امر توسط هسته شار در الکترود مصرفی لوله ای امکان پذیر است. با این حال ، این هسته حاوی فراتر از شار است.
همچنین حاوی مواد مختلفی است که در معرض دمای بالای جوشکاری ، یک گاز محافظ برای محافظت از قوس تولید می کند.
این نوع FCAW از آنجا که قابل حمل است و به طور کلی نفوذ خوبی در فلز پایه دارد جذاب است و همچنین مناسب در هنگام وزیدن باد است.
برخی از معایب این است که این فرآیند می تواند دود مضر و بیش از اندازه ایجاد  کند. (باعث می شود که سخت تر محل جوشکاری را جوشکار بتواند مشاهده کند)
مانند تمام فرآیندهای جوشکاری ، الکترود مناسب نیز باید انتخاب شود تا خصوصیات مکانیکی مورد نیاز را بدست آورد.
مهارت اپراتور عامل اصلی است زیرا دستکاری نامناسب الکترود یا راه اندازی بد ماشین می تواند باعث تخلخل شود.

## متغیرها
1. سرعت خوردن سیم
2. ولتاژ قوس الکتریکی
3. نوع سیم الکترود
4. زاویه الکترود
5. ترکیب گاز محافظ (در صورت نیاز)
6. نقطه تماس برای فاصله کار (CTWD)[۱]

## تجهیزات مورد نیاز
تجهیزات مورد نیاز FCAW نیازمند یک منبع برق با یک خوراننده سیم جوش، یک تفنگ و سیستم کابل و یک درپوش کاری و گیره و یک سیم انتقال برق که از منبع برق به خوراننده سیم جوش وصل می‌شود. برای هسته جریان با گاز محافظ، برخی از مقررات گاز محافظ و اندازه گیری جریان همراه با لوله‌ها نیاز است. FCAW عموما در یک ولتاژ ثابت خوب عمل می‌کند. تغذیه کننده سیم جوش به صورت مکانیکی الکترود را از طریق تفنگ  می‌کشد. همزمان، تغذیه کننده سیم الکترود را تحویل، گاز محافظ شروع به جریان می‌کند، و منبع تغذیه برق انرژی را برقرار می‌نماید. در این حالت الکترود در تمامی حالات گرم است.

## الکترود مصرفی

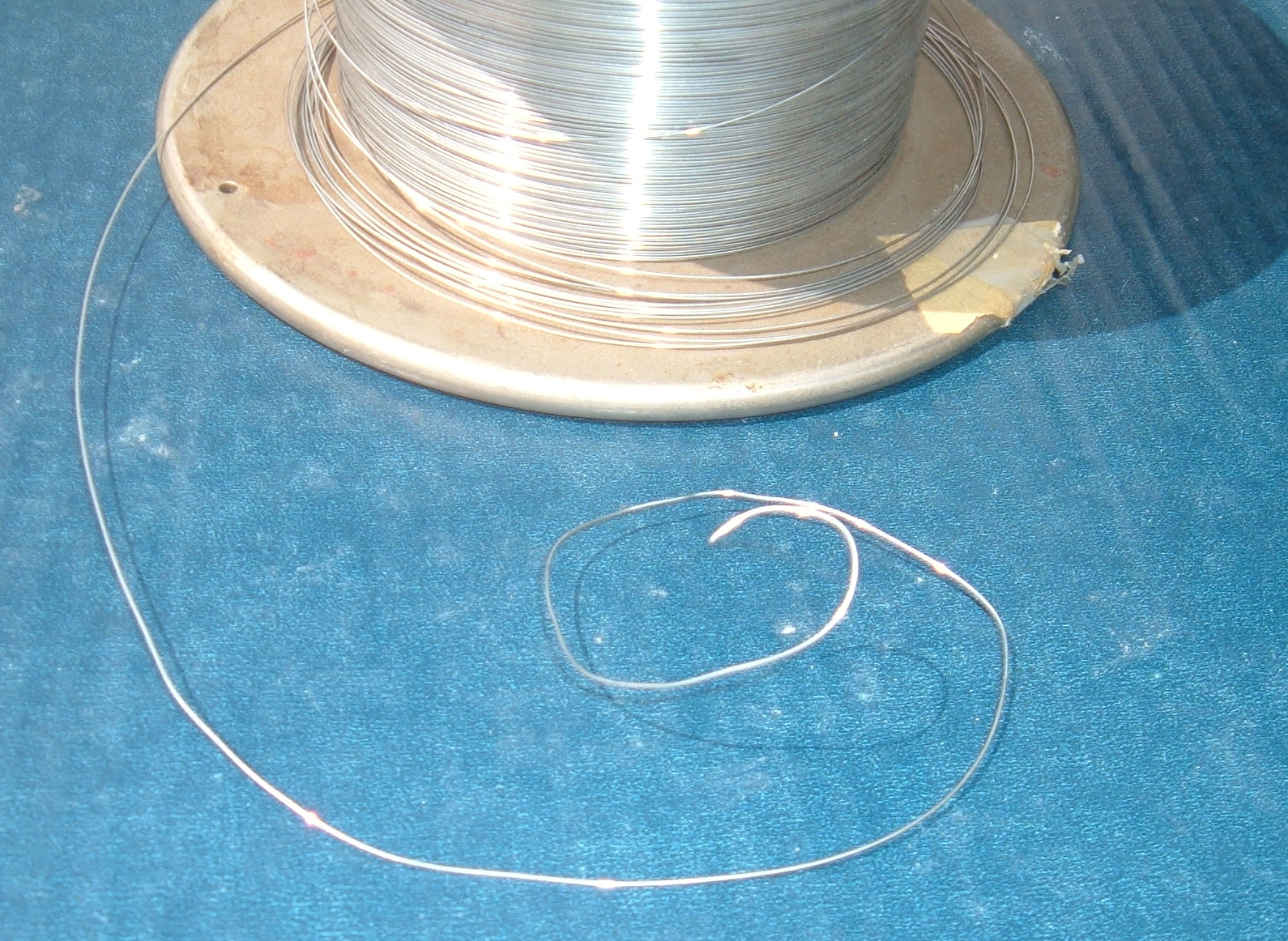
سیم جوشکاری FCAW

فلز پر کننده FCAW همواره تخت است، با یک فلز در اطراف جریان داخلی است. قطر همچنین الکترودی از ۰٫۰۴۵ تا ۳۲/۳ اینچ برای سازه‌های فلزی است. الکترودهای قطر کوچک برای موقعیت‌های غیر افقی استفاده می‌شود.

## مزایا و معایب

### مزایا
1. الکترود پیوسته است، از توقف‌های مختلف جلوگیری می‌کند. نه تنها این مسئله دارای مزیت اقتصادی است چون جوشکار می‌تواند تا اتمام جوشکاری به جوش ادامه دهد بلکه شروع  و توقف قوس، که ایجاد منبع پتانسیلی از توقف قوس می‌کند کاهش می‌یابد
2. افزایش آمپراژ که می‌تواند با جوش قوسی جریان هسته استفاده شود همراه با افزایش نرخ مصرف و بهره روی
3. نرخ رسوب و سرعت جوشکاری بیشتر نسبت به فرايند جوشکاری الکترود دستی (SMAW)
4. حساسیت کمتر حالت خود محافظ (FCAW-S) اين روش در مقایسه با فرایند جوشکاری با سیم مصرفی (GMAW) نسبت به وزش باد

### معایب
1. به دلیل نرخ بالای مصرف در جوش FCAW جوشکار باید مهارت لازم برای کنترل حجم های بالا فلزی را در این فرآیند داشته باشد
2. هزینه تجهیزات FCAW بالا بوده و نسبت به SMAW  قابل حمل نیست
3. نیاز به تهویه مناسب در حالت گاز محافظ این فرایند
4. نیاز به برداشتن سرباره پیش از جوشکاری مجدد و یا در انتهای کار
5. برای تغییر از یک اندازه الکترود به دیگری جوشکار باید ماسوره را تغییر دهد. در واقع نسبت به SMAW کار سخت‌تر است[۲]
6. میزان دود تولید شده بسیار بیشتر از SMAW ، GMAW یا GTAW است در نتیجه کار جوشکار سخت‌تر و نیاز به مهارت بالاتر